# Matthieu Delpierre
Pour les articles homonymes, voir Delpierre.
Matthieu Delpierre, né le 26 avril 1981 à Nancy, est un ancien footballeur français, évoluant au poste de défenseur. Son père, Joël Delpierre, était également footballeur.

## Biographie
Fils de Joël Delpierre de l'UNFP, il rentre en classe Sport-Études à Nantes où sont notamment passés Marcel Desailly et Mickaël Landreau, mais il n'intégrera pas le FC Nantes. Son père l'envoie donc au Centre de Formation du Lille Olympique Sporting Club pour le relancer.
Après plusieurs saisons brillantes au LOSC, il signe à Stuttgart en Allemagne en 2004. Le 19 mai 2007, il gagne avec le VfB Stuttgart le championnat d'Allemagne. Il forme alors avec l'international portugais Fernando Meira l'une des meilleures charnières centrales de Bundesliga.
Le 1er décembre 2009, Markus Babbel lui confie le brassard de capitaine.
Pour la première fois, à l'automne 2007, il fait partie de la pré-sélection de l'équipe de France. Mais c'est en mars 2008 qu'il connaît sa première convocation en équipe de France, pour les matches amicaux précédant l'Euro 2008. À cette occasion il joue un match amical avec les A', contre le Mali.
En juin 2014, Delpierre a signé un contrat de deux ans en Australie avec l'équipe de A-League du Melbourne Victory FC et remporte le championnat en 2015.

## Palmarès
- Lille OSC
  - Champion de France de Division 2 en 2000

- VfB Stuttgart
  - Champion d'Allemagne en 2007
  - Finaliste de la Coupe d'Allemagne en 2007

- Melbourne Victory
  - Champion d'Australie en 2015
  - Vainqueur de la Coupe d'Australie en 2015

- Équipe de France espoirs
  - Vice-champion d'Europe espoirs en 2002

### Distinctions personnelles
- Membre de l'équipe type de A-League en 2015-16.

## Statistiques
À l'issue de la saison 2013-2014
- Championnats :
  -  81 matchs et 3 buts en Ligue 1
  -  2 matchs en Ligue 2
  -  185 matchs et 4 buts en Bundesliga
  -  14 matchs en Eredivisie

- Coupes d'Europe :
  - 15 matchs en Ligue des champions
  - 25 matchs en Coupe UEFA / Ligue Europa
  - 8 matchs en Coupe Intertoto